# ZMA

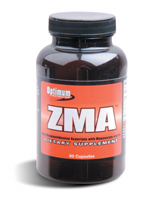
Bote con suplemento ZMA.

El ZMA (en inglés: zinc monomethionine aspartate) es un suplemento culturista dietético empleado por atletas y culturistas. La fórmula la desarrolló Victor Conte (fundador de BALCO Laboratories en Burlingame, California) y se trata de una combinación de zinc, magnesio y vitamina B6. La fórmula del ZMA está pendiente de patente. El nombre registrado por SNAC System Inc, "ZMA", también se ha asignado a Victor Conte. El suplemento ZMA se usa en los deportes como suplemento que eleva los niveles de testosterona y de IGF-1, lo que puede ayudar a la hipertrofia muscular y al consiguiente aumento de fuerza.

## Características
El zinc es un mineral presente en más de 300 enzimas, muchas de las cuales participan en los procesos metabólicos y particularmente en la replicación de células. Enzimas como la anhidrasa carbónica y la lactato deshidrogenasa suelen participar en el metabolismo del ejercicio, mientras que el superóxido dismutasa es un potente antioxidante que protege contra los daños de los radicales libres. Existen estudios que muestran que la deficiencia de zinc en ciertos atletas les produce una disminución en la actividad inmune. Por otra parte, el magnesio es un micronutriente presente como cofactor en casi 300 reacciones metabólicas, algunas de las más importantes relacionan la glucólisis, así como el metabolismo de grasas y proteínas. El magnesio además actúa en el sistema nervioso. Existen evidencias científicas entre los niveles de magnesio y de cortisol (reduce el catabolismo),
La proporción de ingredientes empleados habitualmente en el ZMA está entre los 20-30 mg de zinc y los 400-500 mg de magnesio con ~10 mg de vitamina B6. De acuerdo con la denominación y la descripción de la etiqueta de los productos comercializados, el ZMA debería tomarse antes de irse a la cama con un estómago vacío (2 horas después de la última cena y al menos 30 minutos antes de otros suplementos). El producto no debería tomarse con calcio ni productos lácteos, ya que el calcio impide que el estómago absorba el zinc.